# Racosperma paniculatum
Racosperma paniculatum är en ärtväxtart som beskrevs av Leslie Pedley. Racosperma paniculatum ingår i släktet Racosperma och familjen ärtväxter. Inga underarter finns listade i Catalogue of Life.